# Mark Wilson (rugbista)
Mark Edward Wilson (Kendal, 6 ottobre 1989) è un rugbista a 15 britannico, internazionale per l'Inghilterra, che gioca nel ruolo di terza linea ala per i Sale Sharks in English Premiership.

## Biografia
Wilson iniziò a giocare a rugby a dodici anni prima a scuola e poi nella squadra della sua città natale, il Kendal RUFC. All'età di quattordici anni entrò a far parte del settore giovanile del Newcastle, dove trascorse tutto il suo periodo di formazione. Tra il 2008 ed il 2010 giocò, legato da un dual contract, al Blaydon RFC, club partecipante alla National League 1, la terza serie inglese. Il suo debutto nel rugby professionistico avvenne nel febbraio 2010, quando giocò con la maglia del Newcastle la partita della Coppa Anglo-Gallese 2009-2010 contro i Wasps. Nella stagione successiva scese in campo per la prima volta anche nell'English Premiership e nelle coppe europee, partecipando alla European Challenge Cup 2010-2011; lo stesso anno disputò dalla panchina anche la finale di Coppa Anglo-Gallese perdendola. Nell'annata 2012-2013 contribuì alla vittoria della RFU Championship, tornando in Premiership solo un anno dopo la retrocessione. Dopo numerosi campionati terminati nelle parti basse della classifica, nel 2017-2018 il Newcastle arrivò a tre semifinali, delle quali Wilson giocò quella di Premiership e quella di Challenge Cup. Nel maggio 2019 annunciò il suo trasferimento in prestito annuale ai Sale Sharks in modo da poter continuare a giocare nel primo campionato inglese a seguito della retrocessione del Newcastle.
Wilson assaporò per la prima volta il rugby internazionale nel maggio 2015, quando il ct Stuart Lancaster lo schierò nell'Inghilterra che affrontava i Barbarians in una partita non valida come presenza ufficiale. Per l'esordio definitivo dovette aspettare altri due anni, infatti solo nell'estate 2017 il nuovo allenatore della nazionale inglese Eddie Jones lo convocò per il tour sudamericano, schierandolo in entrambi gli incontri con l'Argentina. Nel 2018 partecipò alla tournée estiva in Sudafrica e, successivamente, fu titolare in tutti i test-match di novembre, nei quali segnò la sua prima meta in nazionale nella partita contro il Giappone. Dopo essere sceso in campo in tutte le giornate del Sei Nazioni 2019, fu inserito nella squadra inglese definitiva per la Coppa del Mondo di rugby 2019.